# Erminio Spalla
Erminio Spalla (Borgo San Martino, 7 luglio 1897 – Roma, 14 agosto 1971) è stato un pugile, attore, scultore e cantante lirico italiano.
Fu il primo pugile italiano a conquistare il titolo di Campione europeo, negli anni venti. Era il fratello minore di Giuseppe Spalla, anch'egli pugile. 

## Biografia

### Formazione
Figlio di un agricoltore e commerciante di vini del Monferrato, la sua famiglia si trasferì a Milano negli anni della sua adolescenza. Nel capoluogo lombardo Spalla iniziò a lavorare in un laboratorio di scultura, dove si mise in luce per il suo talento artistico e poi si iscrisse a un corso serale dell'Accademia di belle arti di Brera. Secondo la leggenda, decise di cambiar vita dopo aver visto al cinema il filmato dell'incontro del Campionato del mondo dei pesi massimi tra Jack Johnson e l'ex detentore Jim Jeffries, disputatosi a Reno il 4 luglio 1910 e conclusosi con la vittoria del pugile di colore per ko al quindicesimo round. Cominciò allora a frequentare la palestra dell'U.S. Milanese con il fratello maggiore Giuseppe.
Allo scoppio della prima guerra mondiale, Spalla fu arruolato nel 41º reggimento di fanteria e combatté nelle Valli Giudicarie, dove fu promosso al grado di sergente e meritandosi una croce di guerra.

### Carriera pugilistica
Spalla iniziò la carriera professionistica alla fine del 1918 e ciò non gli permise di partecipare ai Giochi Olimpici di Anversa del 1920. Nell'estate del 1919 gareggiò nel torneo di pugilato dei Giochi Interalleati di Parigi, manifestazione riservata ai militari alleati che avevano combattuto nella prima guerra mondiale. Furono 18 le nazioni presenti (tra cui l'Hegiaz - ora Arabia Saudita - e Terranova che rimase indipendente dal Canada fino al 1949), 17 gli sport in programma. Spalla fu iscritto nella categoria dei mediomassimi (fino a 175 libbre di peso, circa 79 kg) e vinse il titolo proprio nell'ultimo giorno dei Giochi, domenica 6 luglio, sconfiggendo in finale l'australiano John W. Pettybridge.
Nel 1919 salì sul ring contro il fratello Giuseppe (entrambi i fratelli erano pesi massimi) e il match finì in parità. Il 5 settembre 1920 divenne campione d'Italia "assoluto" sconfiggendo l'ancora imbattuto milanese Eugenio Pilotta per KO al 4º round. Successivamente intraprese un tour che lo portò a combattere prima a Berlino, poi a Londra e negli Stati Uniti. Nella capitale tedesca pareggiò contro il campione locale Hans Breitenstraeter e poi subì la sua prima sconfitta, per KO alla sesta ripresa sotto i pugni dell'inglese Tom Cowler. In terra britannica ottenne due vittorie prima del limite e una sconfitta ai punti.
Spalla esordì sui ring d'oltre oceano il 21 maggio 1921, a Newark, spedendo al tappeto dopo soli 2'06'' della prima ripresa Frank Hagney. Combatté altre quattro volte negli Stati Uniti, totalizzando due vittorie (una prima del limite) e due sconfitte ai punti. Il 7 maggio 1922, al Velodromo Sempione di Milano, dimostrò la sua superiorità sul tedesco Breitenstraeter, mettendolo fuori combattimento alla settima ripresa. Dopo altri nove incontri, tutti vinti (sette prima del limite), Spalla si prese la rivincita con l'inglese Cowler, battendolo per KO alla sesta ripresa, al Teatro Adriano di Roma. Qualche giorno dopo, per tale impresa ricevette i complimenti del Capo del Governo Mussolini. 
Rientrato in Italia, Erminio Spalla il 20 maggio 1923, all'Arena Civica di Milano, sconfisse ai punti in 20 riprese l'olandese Piet van der Veer, divenendo il primo italiano a conquistare la cintura di campione d'Europa di pugilato. Difese il titolo, ancora a Milano, contro il belga Jack Humbeeck, pareggiando dopo venti riprese. 
Nel frattempo, in Patria, era stato allestito un combattimento valido per il titolo italiano dei pesi massimi tra Giuseppe Spalla e il romano Mariano Barbaresi, terminato con la vittoria del fratello di Erminio, per abbandono alla nona ripresa. La categoria assoluta (di cui Erminio era detentore del titolo) e quella dei pesi massimi furono però unificate dalla Federazione pugilistica, con il riconoscimento di Erminio Spalla come unico detentore e il declassamento del fratello Giuseppe. Ciò permise a Erminio di mettere vittoriosamente in palio titolo italiano e titolo europeo, il 1º dicembre 1923, sconfiggendo Mariano Barbaresi sul ring ostile del Teatro Adriano, per KO tecnico alla quinta ripresa.

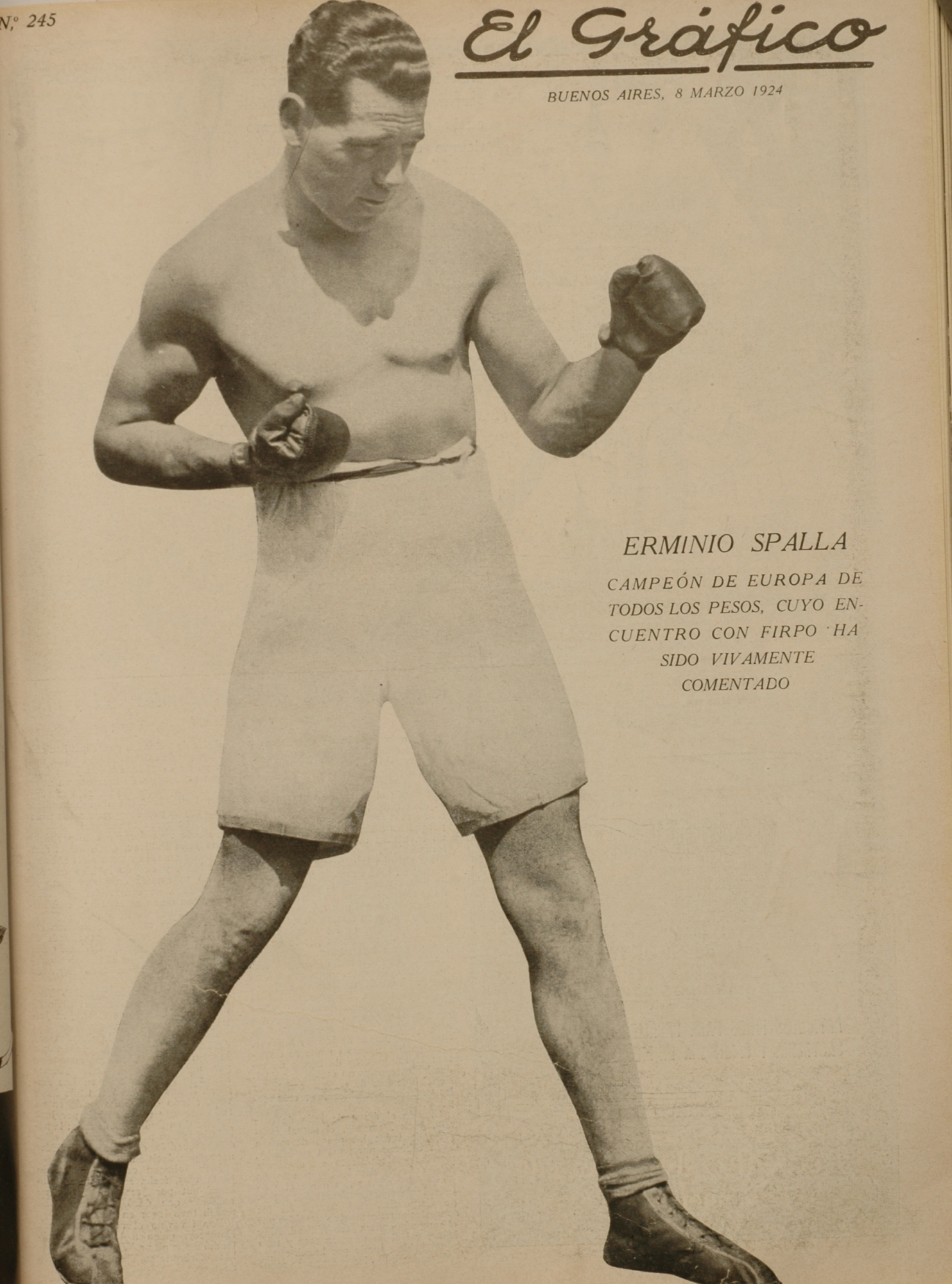
Erminio Spalla (1924)

Nel 1924 Erminio Spalla partì per il Sud America dove, il 7 marzo, a Buenos Aires, affrontò l'idolo locale Luis Ángel Firpo, detto “Il toro selvaggio della Pampa”. Sul palcoscenico del pugilato mondiale, all'epoca, Firpo era considerato un vero "re senza corona", per aver affrontato e scaraventato fuori dal ring, alla prima ripresa, niente meno che il campione del Mondo Jack Dempsey, prima di essere messo fuori combattimento alla ripresa successiva, in un celebre combattimento che fu chiamato "l'incontro del secolo". Spalla resistette per quattordici riprese dopo aver spedito al tappeto il campione argentino nel nono round, poi fu dichiarato sconfitto per Ko tecnico. In seguito salì sul ring della Palestra Italia di San Paolo per affrontare il giovane brasiliano Benedicto Dos Santos, imbattuto dopo tre incontri vinti alla prima ripresa. Il campione italiano lo sconfisse per k.o. alla nona ripresa dopo avergli inflitto numerosi atterramenti. Dos Santos sarebbe uscito menomato dall'incontro e qualche anno dopo lo stesso Spalla avrebbe devoluto l'incasso di una sua esibizione in Brasile a favore della famiglia del pugile brasiliano.
Tre mesi più tardi, allo Yankee Stadium di New York, Spalla affrontò il fuoriclasse Gene Tunney, astro nascente del pugilato e futuro campione mondiale. Alla prima ripresa il campione europeo colpì lo statunitense con un destro al mento, mettendolo in forte difficoltà. Nel prosieguo del match, tuttavia, Tunney procedette con una serie continua di colpi procurando delle serie ferite al labbro e al naso dell'italiano. Al 7º round, secondo le cronache, la cieca reazione di Spalla trasformò l'incontro «in una rabbiosa sfida di wrestling» conclusa con la caduta al tappeto del suo avversario. Il match fu allora interrotto dall'arbitro, non per squalifica, ma per KO tecnico in favore del pugile di casa. Secondo Spalla, tale sconfitta fu immeritata, in quanto il match sarebbe stato interrotto senza motivo, per errore arbitrale.
Il 28 settembre 1924, a Milano, Spalla concesse la rivincita per il titolo europeo all'olandese van der Veer, sconfiggendolo nuovamente ai punti in 20 riprese. Nel 1926 tornò in Argentina, dove disputò una nuova sfida con Firpo, che si concluse con una vittoria ai punti sulle 12 riprese - come sostiene lo stesso Spalla nel suo libro autobiografico Per le strade del mondo - anche se, ufficialmente, il sito Boxrec riporta una sua sconfitta. Perse, quindi, il titolo europeo, nel maggio del 1926, a Barcellona, sconfitto ai punti dal basco Paulino Uzcudun, futuro avversario di Primo Carnera.
Dopo un vittorioso incontro a Milano, per KO alla terza ripresa, contro l'olandese Daan Holtkamp, Spalla intraprese un altro viaggio in Argentina per affrontare, a Buenos Aires, il gigantesco Victorio Campolo, alto più di due metri, da cui fu sconfitto per KO alla settima ripresa. Nel 1927, perse anche il titolo italiano, contro Riccardo Bertazzolo, per KO alla seconda ripresa e si ritirò dal pugilato.

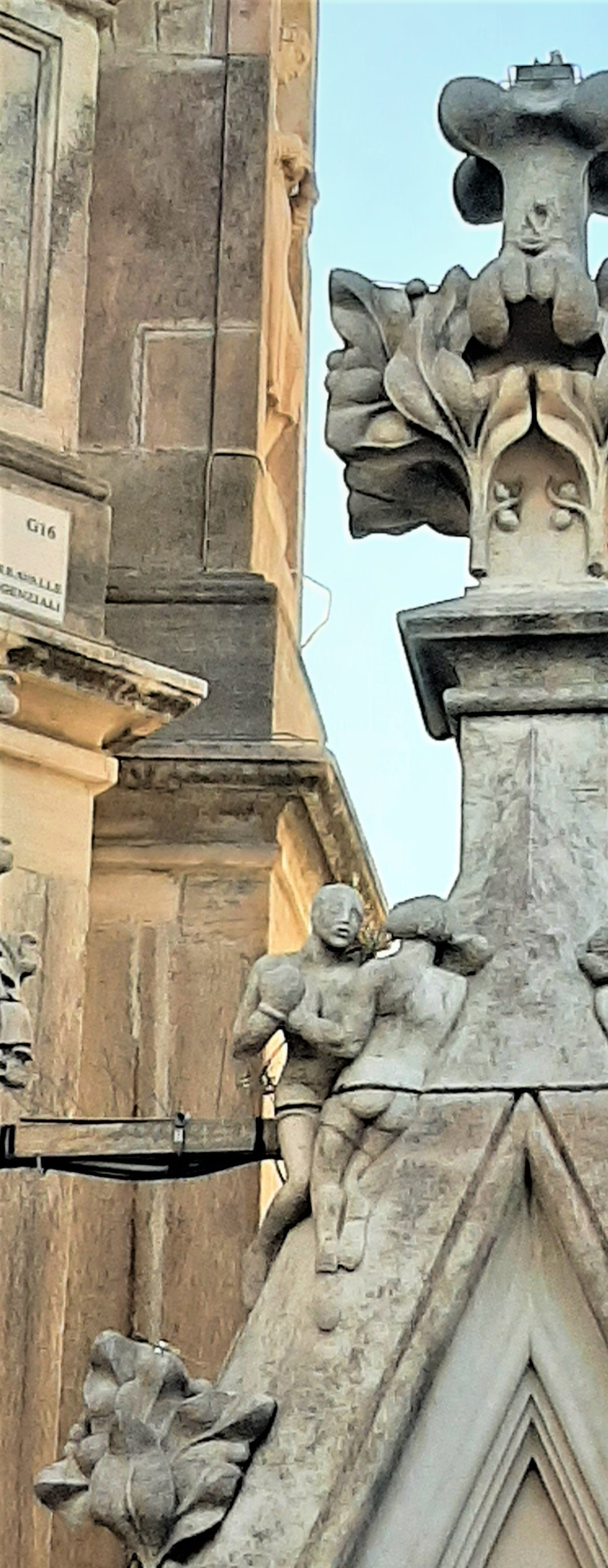
Spalla Erminio particolare della guglia del duomo di Milano

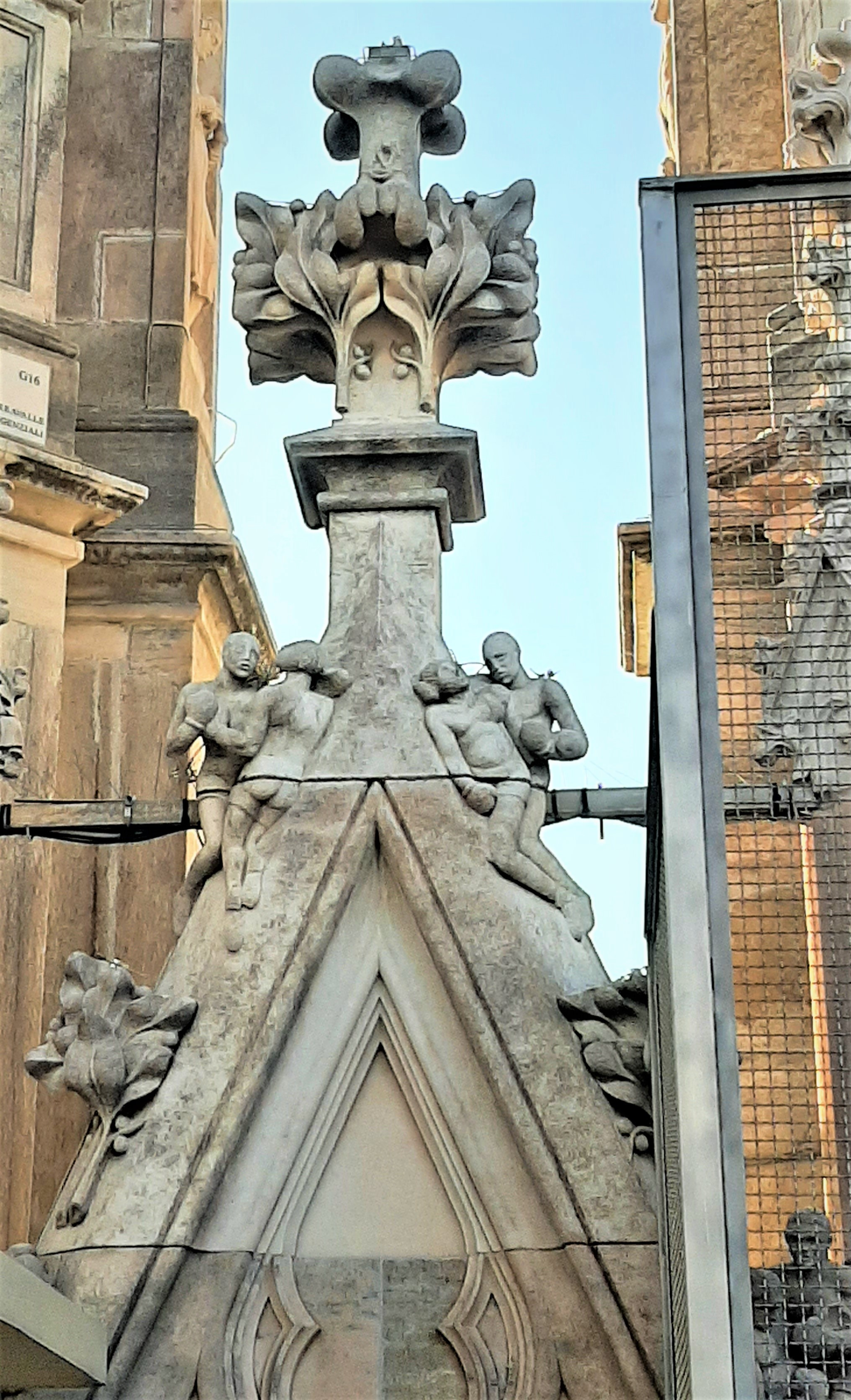
Primo Carnera- Erminio Spalla-Duomo di Milano

### Carriera artistica e cinematografica
Dopo il ritiro dal pugilato, Spalla emigrò con la famiglia in Brasile, dove fondò una rivista sportiva e aprì una palestra; nel 1934, a San Paolo del Brasile, salì nuovamente sul ring per un unico incontro, probabilmente poco più che un'esibizione. Trasferitosi a Rio de Janeiro, fu preso dalla passione del canto e, dopo aver frequentato una scuola, fu scritturato come basso da un'emittente radiofonica di Rio e una di Petrópolis. Fu anche amico di grandi cantanti, come Enrico Caruso, Beniamino Gigli e Titta Ruffo.
Rientrato in Italia nel 1937, Spalla tornò a dedicarsi alla scultura e poi, a partire dal 1939, intraprese la carriera cinematografica.
Durante la seconda guerra mondiale, fu arruolato con il grado di sergente nella Regia Aeronautica e venne assegnato alla Scuola Paracadutisti di Tarquinia. Dopo aver conseguito il brevetto di paracadutista militare, fu incaricato di seguire l'istruzione degli Arditi Distruttori Regia Aeronautica per quanto riguardava il pugilato, le arti marziali e le tecniche di difesa a mani nude.
Erminio Spalla girò in tutto 53 film, con registi come Mario Bonnard, Amleto Palermi, Goffredo Alessandrini, Carmine Gallone, Alessandro Blasetti (in: Fabiola del 1949), René Clair, Vittorio De Sica e Dino Risi (Poveri ma belli nel 1957 e Il mattatore del 1960). Tra le sue interpretazioni si ricorda quella del barbone Gaetano in Miracolo a Milano di Vittorio De Sica (1950), nel quale improvvisava un combattimento di boxe a pugni nudi e quella in Un uomo facile di Paolo Heusch.
Nel 1969 ha anche recitato nello sceneggiato televisivo I fratelli Karamazov di Sandro Bolchi.

## Filmografia
- Io, suo padre, regia di Mario Bonnard (1939)
- Il socio invisibile, regia di Roberto Roberti (1939)
- Il ponte dei sospiri, regia di Mario Bonnard (1940)
- Il signore della taverna, regia di Amleto Palermi (1940)
- La compagnia della teppa, regia di Corrado D'Errico (1941)
- Il bravo di Venezia, regia di Carlo Campogalliani (1941)
- Capitan Tempesta, regia di Corrado D'Errico (1942)
- Arriviamo noi!, regia di Amleto Palermi (1942)
- Il leone di Damasco, regia di Corrado D'Errico ed Enrico Guazzoni (1942)
- I due Foscari, regia di Enrico Fulchignoni (1942)
- Giarabub, regia di Goffredo Alessandrini (1942)
- Il fanciullo del West, regia di Giorgio Ferroni (1942)
- I cavalieri del deserto, regia di Gino Talamo e Osvaldo Valenti (1942)
- Il campione, regia di Carlo Borghesio (1943)
- Harlem, regia di Carmine Gallone (1943)
- Il ratto delle Sabine, regia di Mario Bonnard (1945)
- Ogni giorno è domenica, regia di Mario Baffico (1946)
- Senza famiglia, regia di Giorgio Ferroni (1946)
- Ritorno al nido, regia di Giorgio Ferroni (1946)
- La gondola del diavolo, regia di Carlo Campogalliani (1946)
- Il tiranno di Padova, regia di Max Neufeld (1946)
- Sangue a Ca' Foscari, regia di Max Calandri (1947)
- Fumeria d'oppio, regia di Raffaello Matarazzo (1947)
- Le avventure di Pinocchio, regia di Giannetto Guardone (1947)
- Il fiacre n. 13, regia di Mario Mattoli (1948)
- Fabiola, regia di Alessandro Blasetti (1949)
- I pirati di Capri, regia di Giuseppe Maria Scotese (1949)
- Rondini in volo, regia di Luigi Capuano (1949)
- Santo disonore, regia di Guido Brignone (1950)
- La bellezza del diavolo, regia di René Clair (1950)
- Le sei mogli di Barbablù, regia di Carlo Ludovico Bragaglia (1950)
- Il deportato (Deported), regia di Robert Siodmak (1950)
- Miracolo a Milano, regia di Vittorio De Sica (1951)
- Uma Pulga na Balança, regia di Luciano Salce (1953)
- Cheri-Bibi (Il forzato della Guiana) (Chéri-Bibi), regia di Marcello Pagliero (1955)
- Vendicata!, regia di Giuseppe Vari (1955)
- Torna piccina mia, regia di Carlo Campogalliani (1955)
- Io piaccio, regia di Giorgio Bianchi (1955)
- Il mantello rosso, regia di Giuseppe Maria Scotese (1955)
- Moglie e buoi..., regia di Leonardo De Mitri (1956)
- Addio sogni di gloria, regia di Giuseppe Vari (1957)
- Poveri ma belli, regia di Dino Risi (1957)
- Il conte di Matera, regia di Luigi Capuano (1957)
- Ascoltami, regia di Carlo Campogalliani (1957)
- Solo Dio mi fermerà, regia di Renato Polselli (1957)
- Ballerina e Buon Dio, regia di Antonio Leonviola (1958)
- La maja desnuda (The Naked Maja), regia di Henry Koster (1958)
- Un uomo facile, regia di Paolo Heusch (1959)
- La scimitarra del Saraceno, regia di Piero Pierotti (1959)
- Agosto, donne mie non vi conosco, regia di Guido Malatesta (1959)
- Il mattatore, regia di Dino Risi (1960)
- Teseo contro il minotauro, regia di Silvio Amadio (1960)
- La vendetta della maschera di ferro, regia di Henri Decoin e Francesco De Feo (1961)
- L'ira di Achille, regia di Marino Girolami (1962)
- Taur, il re della forza bruta, regia di Antonio Leonviola (1963)

## Carosello
Nel 1957 ha partecipato alla rubrica pubblicitaria televisiva Carosello in una serie di sketch che pubblicizzavano il Brandy Gran Senior delle distillerie Fabbri, con Virna Lisi, Sylva Koscina, Dawn Addams, Luciana Peverelli, Nilla Pizzi, Sandra Milo, Isa Barzizza ed Emilio Schuberth.

## Riconoscimenti
A Roma, nel quartiere Ardeatino, si trova viale Erminio Spalla.
La sua immagine e quella di Primo Carnera è stata immortalata in una guglia del duomo di Milano per onorarne il valore sportivo, per volontà del governo fascista.

## Doppiatori italiani
- Mario Besesti in Il bravo di Venezia, Il ratto delle Sabine, Ogni giorno è domenica, La gondola del diavolo, Il tiranno di Padova, Torna piccina mia!, Io piaccio
- Mario Pisu in Poveri ma belli